# 마시산
마시산(Mount Marcy)은 애디론댁산맥과 뉴욕주에서 가장 높은 지점으로, 해발 5,343.1 피트 (1,628.6 m)이다. 이 산은 에식스군 (뉴욕주) 킨 (뉴욕주)에 위치해 있다. 이 산은 애디론댁 공원의 하이 피크스 황무지 지역 중심부에 있다. 주변 애디론댁산맥처럼 마시산은 최근 빙하기 동안 거대한 빙하의 영향을 크게 받아 산비탈에 바위가 퇴적되고 산에 계곡과 움푹 들어간 곳이 생겼다. 그중 한 곳은 오늘날 레이크 티어 오브 더 클라우즈로 채워져 있으며, 이 호수는 종종 허드슨강의 가장 높은 발원지로 언급된다. 산의 대부분은 활엽수림과 가문비나무-전나무 숲으로 덮여 있지만, 가장 높은 수백 피트 지역은 수목한계선 위에 있다. 봉우리는 바위 노두, 지의류, 고산 식물이 지배적이다. 이 산은 다양한 종류의 숲 포유류와 새를 지원한다.
마시산의 위용과 탁 트인 전망 덕분에 여름철에는 많은 등산객들이 정상에 몰려드는 인기 있는 목적지이다. 정상으로 가는 여러 접근로가 북쪽과 남쪽에 있으며, 가장 인기 있는 경로는 밴 호이벤버그 트레일이다. 산의 첫 기록된 등정은 에벤에저 에먼스가 이끄는 일행에 의해 1837년 8월 5일에 이루어졌으며, 그들은 뉴욕 주지사 윌리엄 L. 마시의 이름을 따서 산의 이름을 지었다. 산의 가장 주목할 만한 등정 중 하나는 1901년에 시어도어 루스벨트가 가족과 함께 등정했을 때 이루어졌는데, 그는 하산 중에 윌리엄 매킨리가 죽어가고 있으며 자신이 미국 대통령이 될 것이라는 소식을 들었다.

## 이름
이 산은 미스퀴 아베나키족에게는 "항상 하얀"이라는 뜻의 와-움-데-넥(Wah-um-de-neg)으로 알려져 있었다. 이 산과 주변 산들을 가리키는 또 다른 아베나키어 이름은 "하얀 산들"이라는 뜻의 와워바데닉(Wawobadenik)이었다. 마시산이라는 현재의 이름은 1837년 8월 에벤에저 에먼스가 산을 등정한 후 붙인 것이다. 이 산은 이 지역을 탐사한 환경 조사를 승인한 19세기 뉴욕 주지사 윌리엄 L. 마시의 이름을 따서 명명되었다. 1837년 9월, 시인이자 작가인 찰스 페노 호프만이 이 지역을 방문하여 "구름을 가르는 자" 또는 "하늘을 가르는 자"로 번역된 세네카어 용어인 타하우스(Tahawus)라는 대체 이름을 제안했다. 이 대체 이름은 19세기에 인기를 얻었으며, 로어 워크스(Lower Works)의 인근 마을은 1847년에 타하우스로 개명되었다. 많은 뉴욕 주민들은 이를 공식 이름으로 만들 것을 주장했다. 이것이 봉우리의 원래 토착 이름이라는 오해가 생겼지만, 호프만 이전에는 사용된 기록이 없다.

## 지리
마시산은 뉴욕주에서 가장 높은 지점이며, 애디론댁산맥에서 가장 높은 봉우리이자 애디론댁 고봉 중 가장 높은 봉우리로, 해발 5,343.1 피트 (1,628.6 m)이다. 이 산은 에식스군 (뉴욕주) 킨 (뉴욕주)에 있는 하이 피크스 황무지 지역에 위치해 있다.  마시산의 옆구리에는 세 개의 더 짧은 봉우리가 위치해 있는데, 서쪽으로 0.6 마일 (0.97 km) 떨어진 그레이 피크, 북동쪽으로 0.8 마일 (1.3 km) 떨어진 리틀 마시, 그리고 북서쪽으로 1.2 마일 (1.9 km) 떨어진 이름 없는 봉우리이다. 마시산과 스카이라이트산 사이의 고개에 위치한 레이크 티어 오브 더 클라우즈는 종종 허드슨강의 가장 높은 발원지로 언급된다. 마시산과 헤이스택산 사이에는 팬더 협곡이 있다. 산의 남쪽 경사면에 있는 큰 바위 미끄럼 지대인 현재 올드 슬라이드(Old Slide)라고 불리는 곳은 정상으로 향하는 첫 번째 개척된 등산로에 포함되었는데, 이 등산로는 팬더 협곡에서 시작되었다.

### 지질학
마시산은 약 11억 년 전에 형성된 아노르토사이트 암석으로 구성되어 있다. 플라이스토세 동안 애디론댁산맥 전역에 걸쳐 거대한 빙하가 형성되어 새로운 계곡을 깎고 산 전체에 부석을 퇴적시켰다. 플라이스토세의 마지막 빙하 후퇴는 12,000년 전에 발생했다. 물이 반복적으로 얼고 녹으면서 산비탈에는 수많은 권곡이 남겨졌는데, 북동쪽 경사면에는 스노볼(snowbowl)로 알려진 움푹 들어간 곳이, 남쪽 경사면에는 현재 레이크 티어 오브 더 클라우즈로 채워진 또 다른 움푹 들어간 곳이 있다. 이 산은 주변 애디론댁 지역과 함께 현재 연간 2-3밀리미터의 속도로 융기하고 있다.

## 역사
마시산의 가장 오래된 기록된 등정은 1837년 8월 5일 주 지질학자 에벤에저 에먼스가 이끄는 대규모 일행이 이 지역의 가장 높은 봉우리들을 측정하면서 이루어졌다. 1849년 산악 가이드 오슨 스코필드 펠프스가 이 지역으로 이주한 후 산악 레크리에이션 등반에 대한 관심이 증가했다. 펠프스는 100번 이상 산에 오르고 정상까지 가는 첫 두 개의 등산로를 개척했다.
베르플랑크 콜빈이 이끄는 측량 팀은 1870년대에 마시산에 여러 중요한 등반을 했다. 콜빈의 팀은 1875년에 수준측량으로 산의 고도를 측정했으며, 1877년에는 정상에 신호탑이 세워졌다. 애디론댁에서 여행 중 삼림 벌채의 영향을 관찰한 후, 콜빈은 산에 공원을 조성할 것을 제안했다. 마시산을 포함한 애디론댁 지역의 대부분은 미국 독립 혁명 직후 개인 지주들에게 매각되었다. 1922년, 뉴욕주는 정상 지역을 포함한 토지를 주 산림 보호 구역에 추가하기 위해 인수했다.

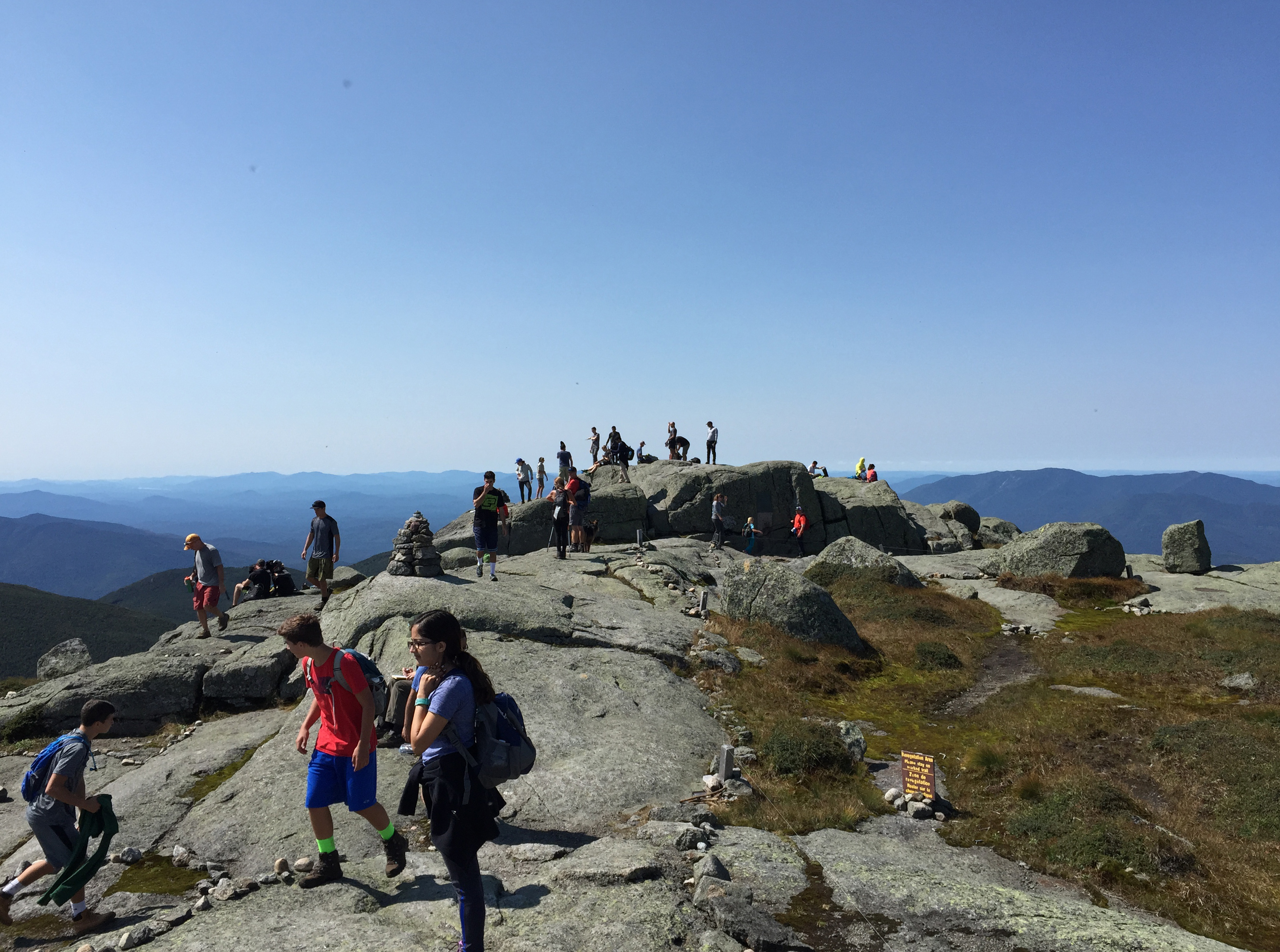
여름 주말 정상의 등산객들

시어도어 루스벨트 부통령은 1901년 9월 6일 윌리엄 매킨리 대통령이 암살범의 총격을 받았을 때 애디론댁에서 휴가를 보내고 있었다. 루스벨트는 대통령을 만나기 위해 버펄로로 달려갔지만, 대통령이 회복될 것이라고 믿고 여행을 재개했다. 9월 13일, 매킨리가 죽어가고 있음이 분명해졌을 때, 루스벨트는 타하우스에 머물고 있었고, 아침에는 가족과 함께 마시산에 올랐다. 소식을 전하기 위해 전령이 파견되어 하산하는 도중 레이크 티어 오브 더 클라우즈에서 일행에게 도착했다. 그들은 숙소로 돌아갔고, 루스벨트는 노스 크릭 기차역까지 태워다 줄 역마차를 빌렸다. 그곳에서 루스벨트는 매킨리가 사망했다는 소식을 들었고, 새로운 대통령은 취임하기 위해 버펄로로 기차를 타고 갔다. 롱레이크에서 노스 크릭까지의 경로는 루스벨트-마시 트레일로 지정되었다.
마시산의 하이킹 목적지로서의 인기는 최근 수십 년 동안 꾸준히 증가하여, 산과 주변 지역을 황무지로 보존하려는 목표와 상충되었다. 하이 피크스 황무지 지역의 트레일헤드에 등록된 방문객 수는 1988년 57,016명에서 1998년 139,663명으로 증가했으며, 이에 뉴욕주 환경보존부는 1999년 3월 하이 피크스 단위 관리 계획을 수립했다. 오타크(Otak)의 2021년 연구에 따르면 인기 있는 여름날에는 산 정상에 상당한 인파가 몰리는 것이 관찰되었다.

## 등산로

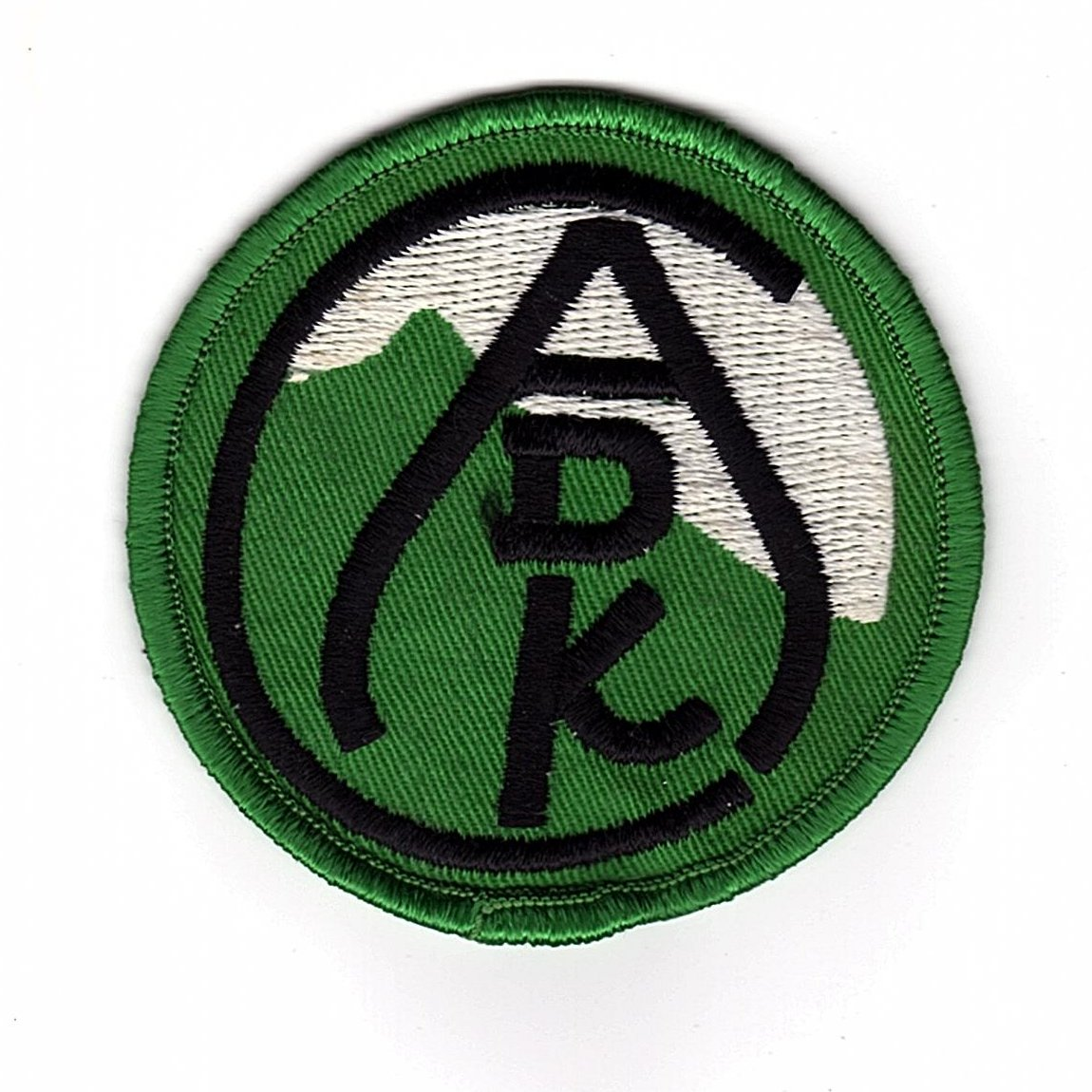
마시산 등반 배지 (1970년대 초)

산 정상까지 가는 가장 짧고 자주 사용되는 경로는 북서쪽의 밴 호이벤버그 트레일을 통해서이다. 이 트레일은 하트 레이크 근처의 아디론댁 로지에서 시작하여 정상까지 7.4 마일 (11.9 km) 이어진다. 마시 댐은 트레일헤드에서 2.3 마일 (3.7 km) 떨어진 곳에 캠프장과 함께 위치해 있다. 이 경로는 트레일헤드에서 정상까지 3,166 피트 (965 m)의 고도 상승이 있다. 트레일의 일부는 겨울에 알파인 스키에 사용될 수 있다.
두 번째 등반 경로는 북동쪽에서 존스 브룩 밸리의 펠프스 트레일을 통해 접근하며, 이 트레일은 봉우리 직전에 밴 호이벤버그 트레일과 합류한다. 킨 밸리의 가든 주차장에서 시작하는 이 경로는 정상까지 9.1 마일 (14.6 km)이다. 산에서 가장 가까운 숙소인 존스 브룩 로지는 트레일헤드에서 3.5 마일 (5.6 km) 떨어져 있다. 이 경로는 3,821 피트 (1,165 m)의 고도 상승이 있다. 이 산은 킨 밸리의 루스터 콤 트레일헤드에서 시작하는 그레이트 레인지 트레일 끝에서도 등반할 수 있다. 이 경로는 훨씬 더 어렵고 그레이트 레인지의 정상들을 가로지른 후 밴 호이벤버그 트레일과 합류하며, 편도 총 거리 14.5 마일 (23.3 km)에 누적 고도 상승 9,000 피트 (2,700 m)이다.
더 긴 남쪽 접근은 칼라미티 브룩 트레일을 통해 어퍼 워크스 트레일헤드에서 할 수 있다. 이 경로는 정상으로 가는 길에 콜든 호수와 레이크 티어 오브 더 클라우즈를 지나며, 겨울에는 스키에도 사용할 수 있다. 이 접근은 정상까지 10.3 마일 (16.6 km)이며, 경로를 따라 여러 캠프장이 있다. 덜 일반적으로, 엘크 호수-마시 트레일을 통해 엘크 호수 주차장에서 남쪽으로 접근할 수 있다. 이 트레일은 사유지를 통과하며 대형 사냥 시즌에는 폐쇄된다. 이 경로는 정상까지 11.0 마일 (17.7 km)이며, 4,200 피트 (1,300 m)의 고도 상승이 있다. 팬더 협곡에는 캠핑을 위한 레안투(lean-to)가 있으며, 트레일헤드에서 8.7 마일 (14.0 km) 떨어져 있다. 두 남쪽 경로는 마시산과 스카이라이트산 사이의 고개에 있는 포 코너스 교차점에서 만나며, 이 지점에서 두 봉우리 모두에 접근할 수 있다.
맑은 날에는 마시산 정상에서 다른 45개 고봉 중 43개를 볼 수 있다. 동쪽으로는 섐플레인호를 볼 수 있고, 북쪽으로는 퀘벡주의 몽루아얄을 65 마일 (105 km) 떨어진 곳에서 볼 수 있다.

## 기후
마시산은 쾨펜의 기후 구분 시스템에 따라 서늘한 여름 습윤 대륙성 기후 (Dfb)를 가지며, 냉대 기후에 가깝다.
| 마시산, 1991–2020년 평균 (고도 4,642 ft (1,415 m)), 1981–2018년 극값 (고도 3,825 ft (1,166 m))의 기후 | 마시산, 1991–2020년 평균 (고도 4,642 ft (1,415 m)), 1981–2018년 극값 (고도 3,825 ft (1,166 m))의 기후 | 마시산, 1991–2020년 평균 (고도 4,642 ft (1,415 m)), 1981–2018년 극값 (고도 3,825 ft (1,166 m))의 기후 | 마시산, 1991–2020년 평균 (고도 4,642 ft (1,415 m)), 1981–2018년 극값 (고도 3,825 ft (1,166 m))의 기후 | 마시산, 1991–2020년 평균 (고도 4,642 ft (1,415 m)), 1981–2018년 극값 (고도 3,825 ft (1,166 m))의 기후 | 마시산, 1991–2020년 평균 (고도 4,642 ft (1,415 m)), 1981–2018년 극값 (고도 3,825 ft (1,166 m))의 기후 | 마시산, 1991–2020년 평균 (고도 4,642 ft (1,415 m)), 1981–2018년 극값 (고도 3,825 ft (1,166 m))의 기후 | 마시산, 1991–2020년 평균 (고도 4,642 ft (1,415 m)), 1981–2018년 극값 (고도 3,825 ft (1,166 m))의 기후 | 마시산, 1991–2020년 평균 (고도 4,642 ft (1,415 m)), 1981–2018년 극값 (고도 3,825 ft (1,166 m))의 기후 | 마시산, 1991–2020년 평균 (고도 4,642 ft (1,415 m)), 1981–2018년 극값 (고도 3,825 ft (1,166 m))의 기후 | 마시산, 1991–2020년 평균 (고도 4,642 ft (1,415 m)), 1981–2018년 극값 (고도 3,825 ft (1,166 m))의 기후 | 마시산, 1991–2020년 평균 (고도 4,642 ft (1,415 m)), 1981–2018년 극값 (고도 3,825 ft (1,166 m))의 기후 | 마시산, 1991–2020년 평균 (고도 4,642 ft (1,415 m)), 1981–2018년 극값 (고도 3,825 ft (1,166 m))의 기후 | 마시산, 1991–2020년 평균 (고도 4,642 ft (1,415 m)), 1981–2018년 극값 (고도 3,825 ft (1,166 m))의 기후 |
| 월 | 1월                                                                                                   | 2월                                                                                                   | 3월                                                                                                   | 4월                                                                                                   | 5월                                                                                                   | 6월                                                                                                   | 7월                                                                                                   | 8월                                                                                                   | 9월                                                                                                   | 10월                                                                                                  | 11월                                                                                                  | 12월                                                                                                  | 연간                                                                                                  |
| --- | --- | --- | --- | --- | --- | --- | --- | --- | --- | --- | --- | --- | --- |
| 역대 최고 기온 °F (°C)                                                                                | 54.3 (12.4)                                                                                           | 55.0 (12.8)                                                                                           | 70.5 (21.4)                                                                                           | 80.8 (27.1)                                                                                           | 82.8 (28.2)                                                                                           | 84.2 (29.0)                                                                                           | 85.4 (29.7)                                                                                           | 85.7 (29.8)                                                                                           | 84.6 (29.2)                                                                                           | 74.6 (23.7)                                                                                           | 62.9 (17.2)                                                                                           | 57.1 (13.9)                                                                                           | 85.7 (29.8)                                                                                           |
| 일평균 최고 기온 °F (°C)                                                                              | 18.1 (−7.7)                                                                                           | 19.6 (−6.9)                                                                                           | 26.8 (−2.9)                                                                                           | 42.2 (5.7)                                                                                            | 54.5 (12.5)                                                                                           | 63.0 (17.2)                                                                                           | 67.2 (19.6)                                                                                           | 66.0 (18.9)                                                                                           | 60.5 (15.8)                                                                                           | 47.9 (8.8)                                                                                            | 32.6 (0.3)                                                                                            | 23.4 (−4.8)                                                                                           | 43.5 (6.4)                                                                                            |
| 일일 평균 기온 °F (°C)                                                                                | 10.1 (−12.2)                                                                                          | 11.5 (−11.4)                                                                                          | 19.0 (−7.2)                                                                                           | 32.4 (0.2)                                                                                            | 44.9 (7.2)                                                                                            | 54.1 (12.3)                                                                                           | 58.7 (14.8)                                                                                           | 57.4 (14.1)                                                                                           | 51.5 (10.8)                                                                                           | 39.4 (4.1)                                                                                            | 26.1 (−3.3)                                                                                           | 16.5 (−8.6)                                                                                           | 35.1 (1.7)                                                                                            |
| 일평균 최저 기온 °F (°C)                                                                              | 2.1 (−16.6)                                                                                           | 3.4 (−15.9)                                                                                           | 11.2 (−11.6)                                                                                          | 22.7 (−5.2)                                                                                           | 35.4 (1.9)                                                                                            | 45.1 (7.3)                                                                                            | 50.1 (10.1)                                                                                           | 48.8 (9.3)                                                                                            | 42.5 (5.8)                                                                                            | 30.9 (−0.6)                                                                                           | 19.7 (−6.8)                                                                                           | 9.7 (−12.4)                                                                                           | 26.8 (−2.9)                                                                                           |
| 역대 최저 기온 °F (°C)                                                                                | −36.0 (−37.8)                                                                                         | −32.0 (−35.6)                                                                                         | −28.7 (−33.7)                                                                                         | −3.5 (−19.7)                                                                                          | 19.0 (−7.2)                                                                                           | 22.4 (−5.3)                                                                                           | 31.9 (−0.1)                                                                                           | 29.6 (−1.3)                                                                                           | 20.3 (−6.5)                                                                                           | 10.5 (−11.9)                                                                                          | −14.4 (−25.8)                                                                                         | −29.7 (−34.3)                                                                                         | −36.0 (−37.8)                                                                                         |
| 평균 강수량 인치 (mm)                                                                                 | 5.20 (132)                                                                                            | 4.01 (102)                                                                                            | 5.40 (137)                                                                                            | 6.52 (166)                                                                                            | 7.01 (178)                                                                                            | 7.68 (195)                                                                                            | 7.38 (187)                                                                                            | 7.13 (181)                                                                                            | 6.68 (170)                                                                                            | 7.71 (196)                                                                                            | 6.30 (160)                                                                                            | 6.16 (156)                                                                                            | 77.18 (1,960)                                                                                         |
| 평균 이슬점 °F (°C)                                                                                   | 6.2 (−14.3)                                                                                           | 6.7 (−14.1)                                                                                           | 12.6 (−10.8)                                                                                          | 20.8 (−6.2)                                                                                           | 34.3 (1.3)                                                                                            | 46.1 (7.8)                                                                                            | 51.2 (10.7)                                                                                           | 50.7 (10.4)                                                                                           | 44.6 (7.0)                                                                                            | 32.3 (0.2)                                                                                            | 21.1 (−6.1)                                                                                           | 13.0 (−10.6)                                                                                          | 28.3 (−2.1)                                                                                           |
| 출처: PRISM                                                                                           | | | | | | | | | | | | | |

## 생태

### 식물상

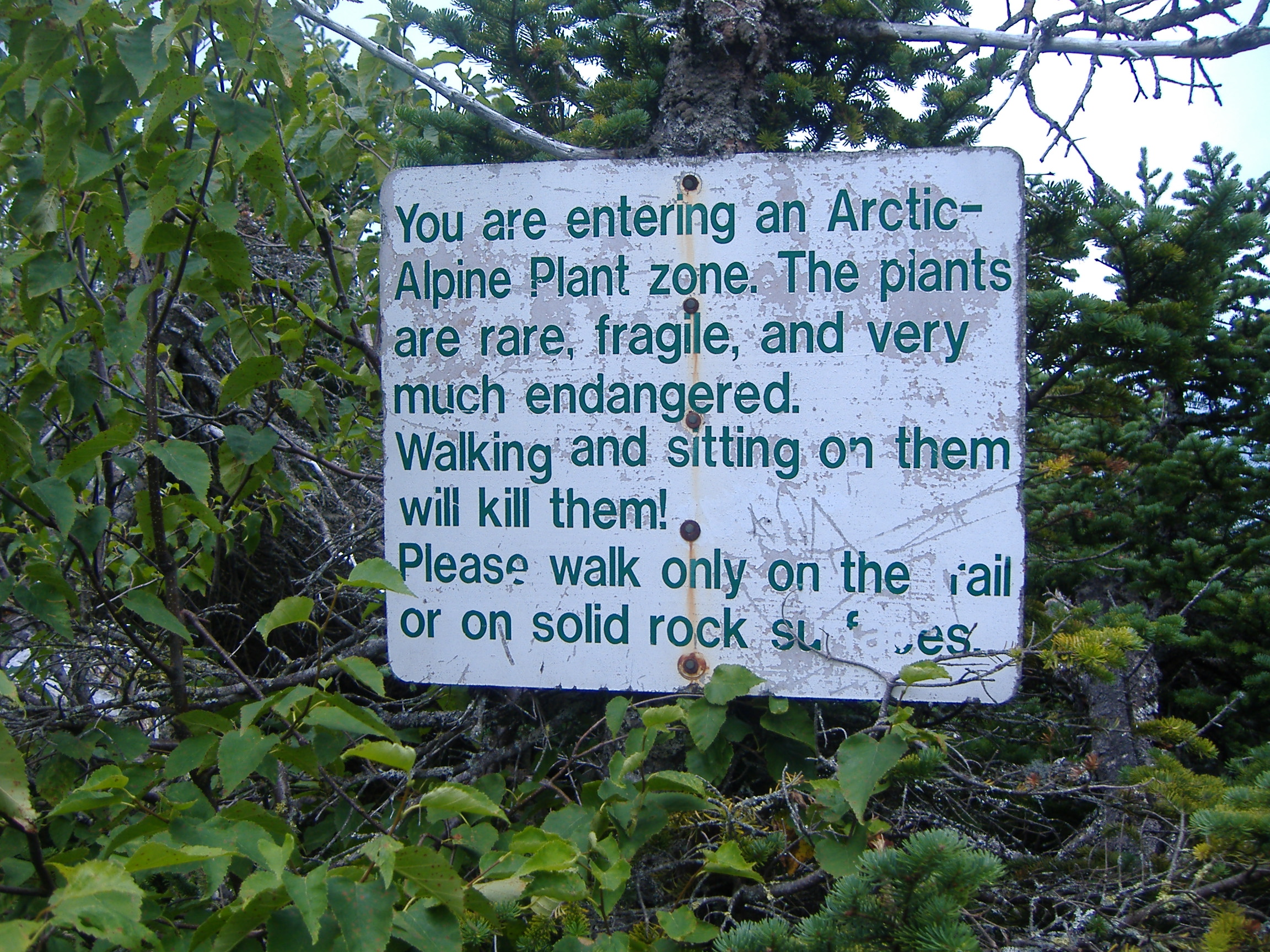
고산 지대 경계에서 등산객에게 경고하는 표지판

마시산의 낮은 경사면은 미국너도밤나무, 설탕단풍, 노란자작나무를 포함하는 활엽수림으로 덮여 있다. 높은 경사면에는 발삼전나무와 붉은가문비나무가 자란다. 해발 4,200 피트 (1,300 m) 이상에서는 발삼전나무만 자란다. 정상 근처의 춥고 바람이 많이 부는 기후는 키가 작고 굽은 나무와 식물이 뿌리내릴 수 없는 넓은 노출된 암석 지역이 있는 크룸홀츠 지대를 형성하지만, 지의류는 바위에서 자란다.
정상 근처의 약 18 에이커 (7.3 헥타르)는 나무가 자랄 수 없는 고산 툰드라 식생으로 덮여 있으며, 이는 마지막 빙하기가 끝날 무렵 기후가 따뜻해지면서 지역 전체를 덮었던 툰드라 생태계의 잔재이다. 이 작은 생태계는 주로 피트모스로 덮여 있으며, 고산 빌베리, 황새풀, 라브라도르 차나무, 랩란드 진달래, 레더리프를 포함한 다른 고산 식물들이 서식한다. 식물학자 에드윈 케치리지(Edwin Ketchledge)는 1960년대 후반에 정상의 생태 연구를 수행했으며, 고산 식물들이 등산객들의 쓰레기와 짓밟힘으로 인해 파괴되고 있다는 결론을 내렸고, 그 후 1970년대에 서식지 복원 프로젝트가 수행되었다. 서밋 스튜어드 프로그램은 등산객들에게 트레일을 벗어나지 않도록 교육하고 정상까지 가는 트레일에 돌무지를 표시하기 위해 설립되었다. 1957년부터 1981년까지의 장기 연구에 따르면 등산로와 직접적인 인간의 영향에서 벗어난 고산 생태계는 장기간에 걸쳐 안정적이었다.

### 동물상
높은 경사면의 가문비나무-전나무 숲에서는 검은등딱따구리, 노랑머리왕딱따구리, 흰날개십자부리와 같은 다양한 새들과 아메리카산솔담비, 포큐파인, 청서와 같은 포유류를 찾을 수 있다. 혹독한 기후에도 불구하고 마시산 정상에는 여전히 많은 동물들이 서식한다. 고봉의 고산 지대를 자주 찾는 새로는 큰까마귀, 검은눈숲어치, 흰목참새, 꼬리동고비, 그리고 여러 종의 숲새가 있다. 고산 지대에 사는 포유류로는 미국족제비, 긴꼬리뒤쥐, 눈덧신토끼가 있다. 고산 초원에는 수분 곤충들이 서식하며, 여름에는 꿀벌류, 나비, 파리, 와습 등을 볼 수 있다. 여러 종의 매미충이 확인되었는데, 그 중 일부는 고산 환경에 고유하다.

## 갤러리

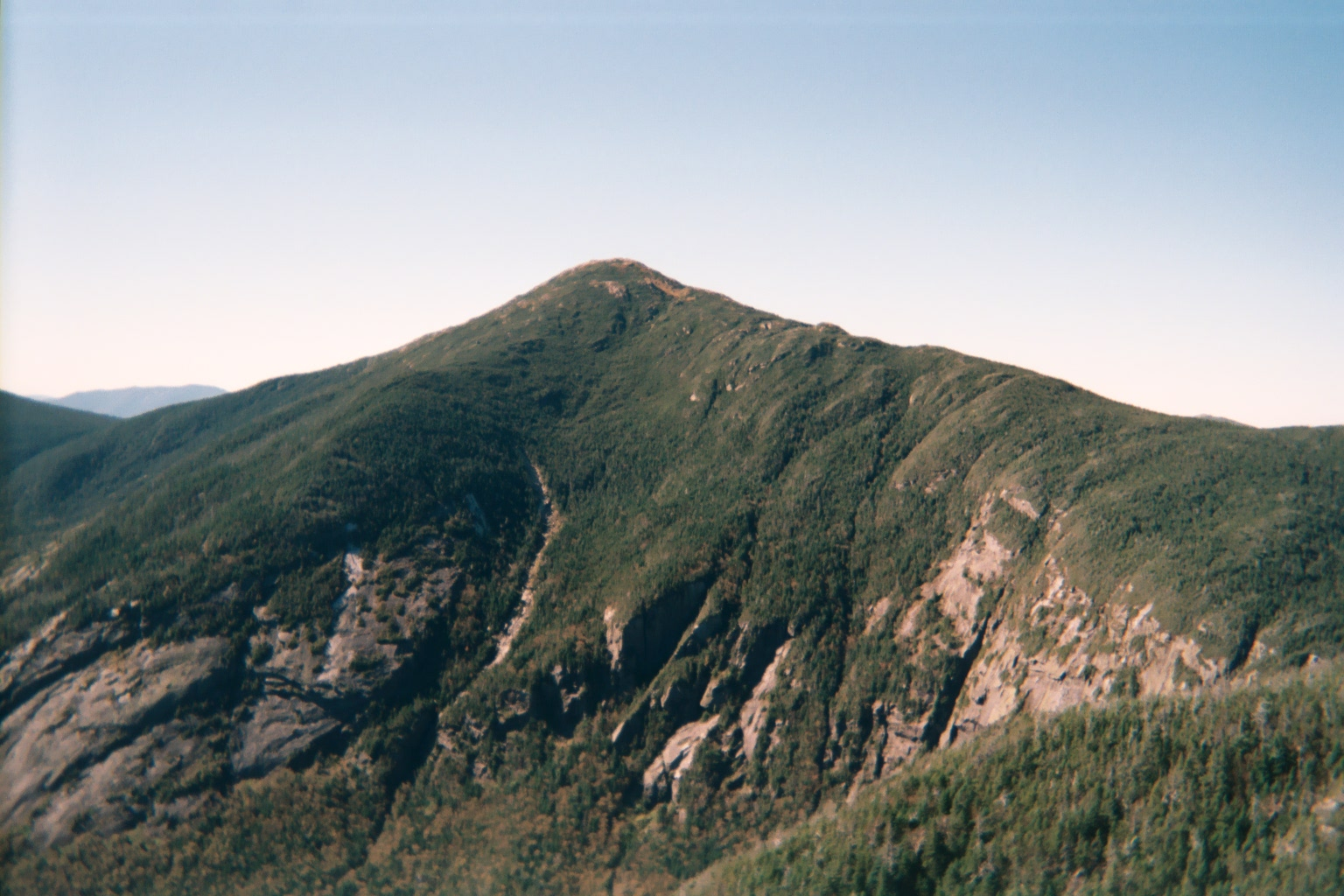
팬더 협곡을 가로질러 헤이스택산에서 본 마시산
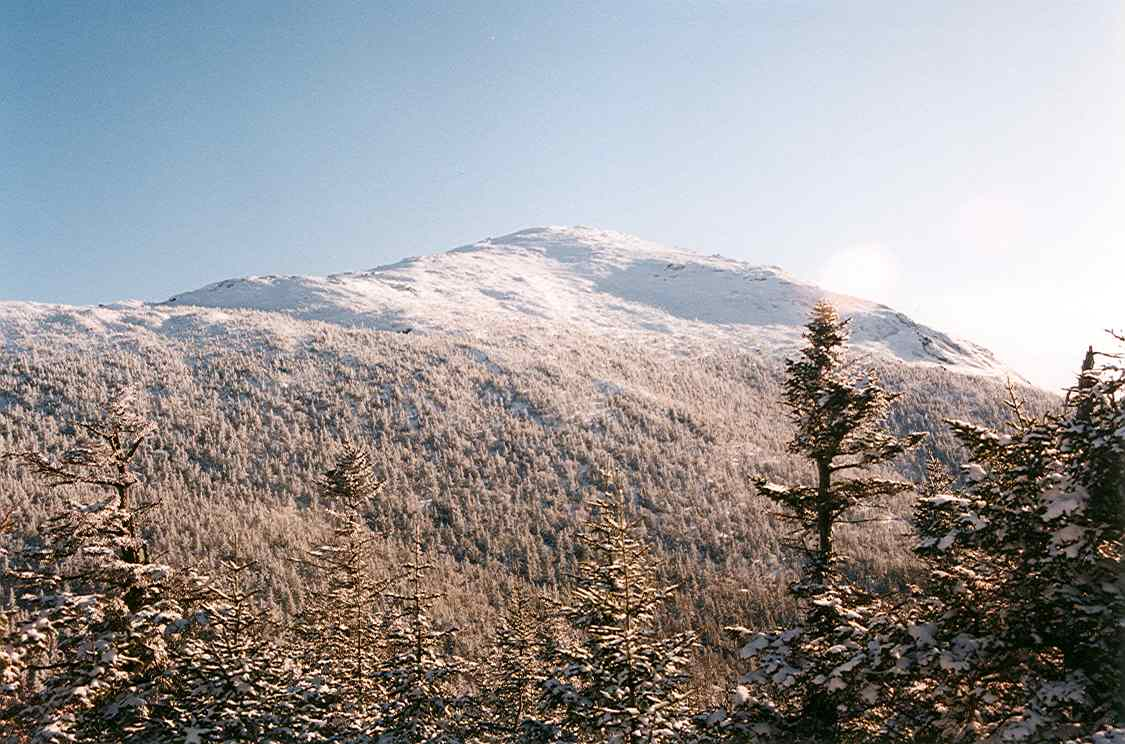
스카이라이트산 근처에서 본 마시산 정상
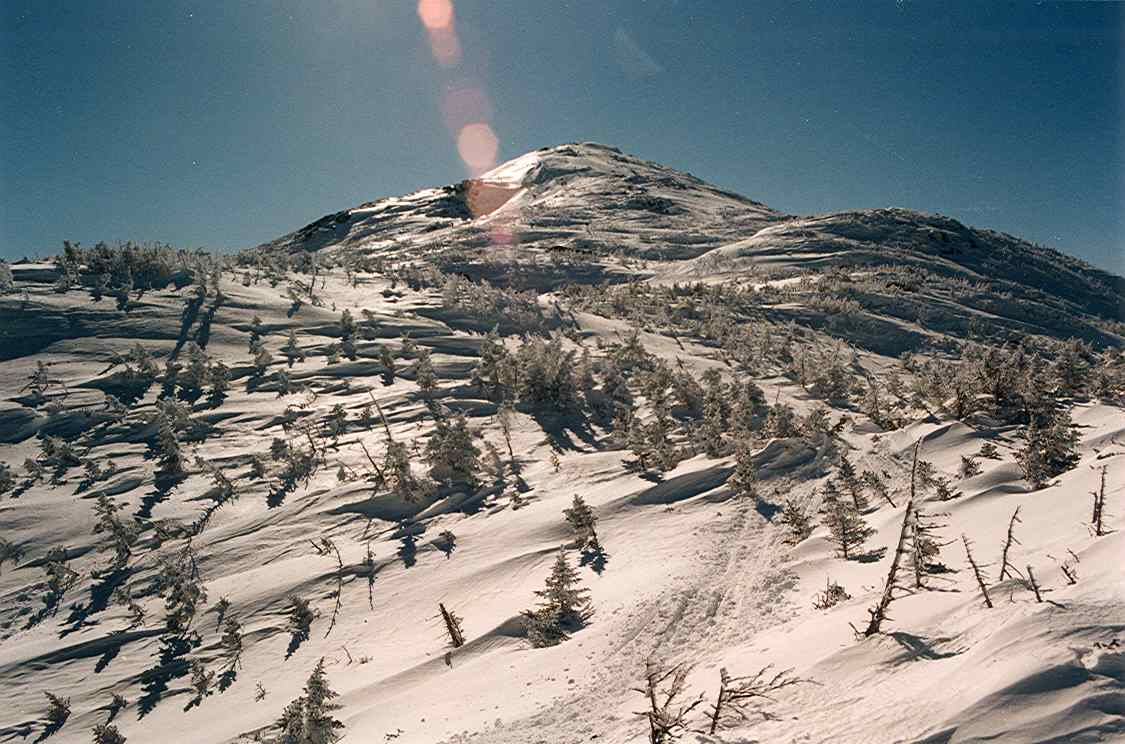
마시산 정상
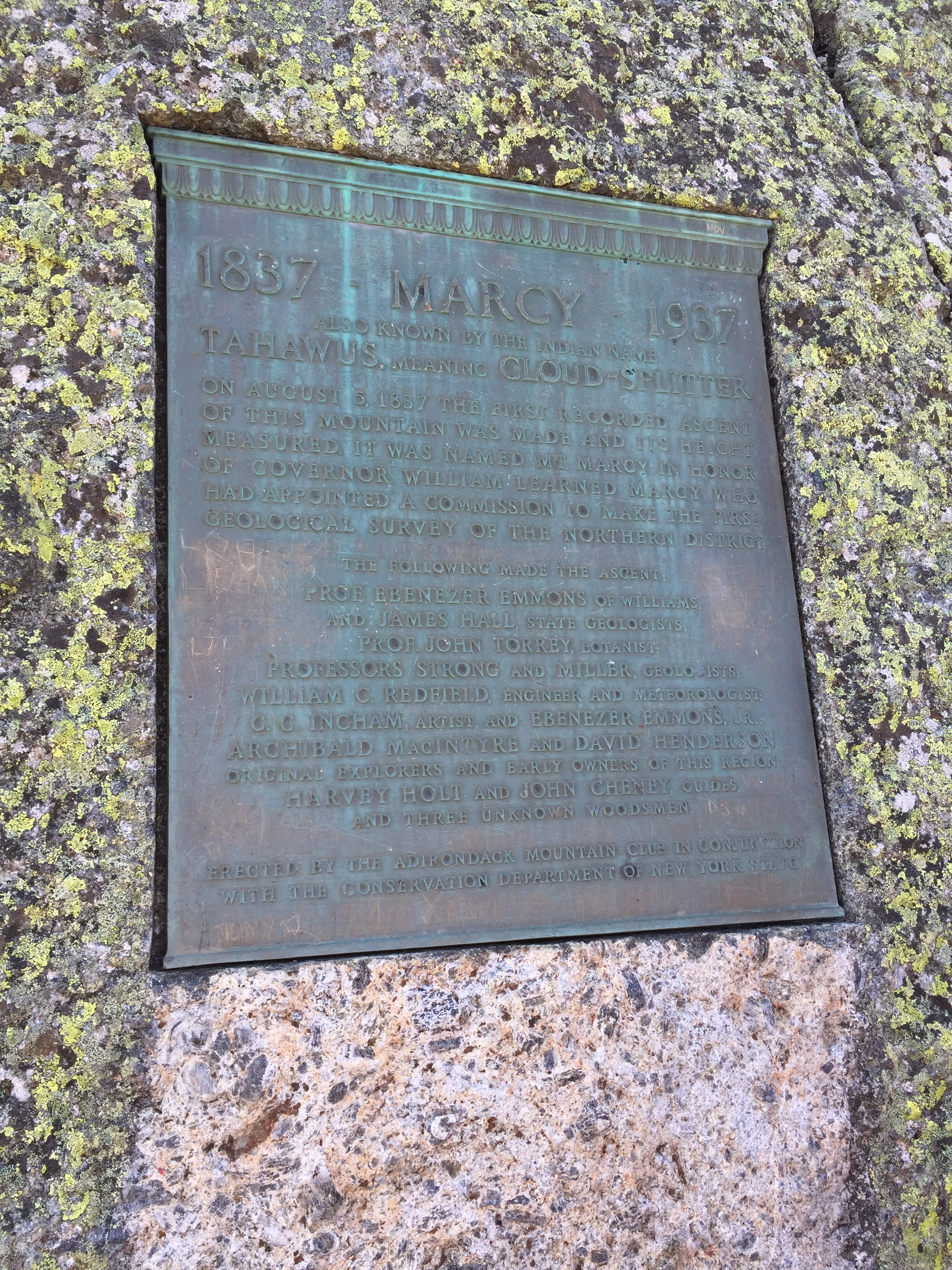
정상의 역사 기념패

## 같이 보기
- 북아메리카의 산봉우리 목록
  - 미국의 산봉우리 목록
    - 미국 주의 고도별 목록

## 내용주
1. 1 2 3  Other members of the party included his son Ebenezer Emmons Jr., scientist William Charles Redfield, assistant state geologist James Hall, artist Charles C. Ingham, state botanist John Torrey, businessman David Henderson, guides John Cheney and Harvey Holt, and three unknown guides.[20] Previous ascents may have been made by Indigenous Americans but have not been recorded.[21]
2. ↑  Russell Carson and Arthur C. Parker found the name Tahawus, along with other Seneca terms that Hoffman had used for various Adirondack locations, in one section of an 1827 book titled An Account of Sundry Missions Performed Among the Senecas and Munsees by Rev. Timothy Alden, President of Allegheny College, and concluded Hoffman had used the book as his source.[9]

### 참고 문헌
- Carson, Russell M. L. (1927). 《Peaks and People of the Adirondacks》. Garden City: Doubleday. ISBN 9781404751200.
- Goodwin, Tony, 편집. (2004). 《Adirondack trails. High peaks region》 13판. 애디론댁산악클럽. ISBN 1931951055.
- Slack, Nancy (2006). 《Adirondack alpine summits : an ecological field guide》. 레이크 조지, 뉴욕: 애디론댁산악클럽. ISBN 9781931951180.
- Waterman, Laura (2003). 《Forest and crag : a history of hiking, trail blazing, and adventure in the Northeast mountains》 Fir판. 보스턴: 애팔래치아산악클럽 도서. ISBN 0910146756.
- Weber, Sandra (2001). 《Mount Marcy : the high peak of New York》. 플라이슈만스, 뉴욕: 퍼플 마운틴 프레스. ISBN 1930098227.